# Шосейно колоездене
Шосейното колоездене е най-разпространената форма на колоезденето. То включва колоездене за отдих, състезания и колоездене за здраве. Шосейните велосипедисти трябва да следват едни и същи правила и закони, заедно с другите водачи на превозни средства или ездачи, според правилника на за движение по пътищата. Шосейното колоездене или просто колоездене е дейност, която се извършва на велосипед. Има много видове велосипеди, които се използват по пътищата, включително: шосейни, BMX, състезателни, пистови, планински и сгъваеми велосипеди.
Специализираните шосейни велосипеди са спортни велосипеди използвани и предназначен за колоездачни надбягвания (гонки, маратони) или с други думи за изминаване на големи разстояния извън града по асфалтирани пътища. Тези велосипеди са със специална олекотена конструкция, няколко скорости и големи колела (най-често 28") и развиват относително висока скорост.
Характерното за тях е извитото кормило (като „рога на овен“). Обикновено имат скорости (предавки), но има и шосейни велосипеди само с една скорост. Шосейните велосипеди също така използват много тесни гуми, с високо налягане (около 10 атмосфери), за по-малко съпротивление при търкалянето на гумата по асфалта и постигане на по-висока скорост. Обикновено са по-леки в сравнение с други видове велосипеди, като най-леките шосейни достигат тегло само 3,5 килограма.
Това става постижимо с използване на съвременни авангардни технологии и материали като карбон, титан и други. Международният съюз на велосипедистите обаче ограничава масата на 6.8 килограма и не разрешава по-леки шосейни велосипеди да се използват в състезания.
Ниското тегло и добрата аеродинамиката на пътя дава на този тип велосипед, възможността да бъде най-ефективното самостоятелно задвижвано средство, което човек може да използва за да се придвижи от едно място на друго по афалтиран път. Кормилото най-често е разположено по-ниско от седлото, за да се може колоездача да заеме по-аеродинамична позиция (т.е. движение с по-малко съпротивление от въздуха). При състезания състезателите носят каски и екипи, които подобряват цялостната аеродинамика на велосипедиста.
Шосейните състезания се провеждат на открит терен на голямо разстояние (обикновено около 150 – 200 километра) и имат много участници. Провеждат се общи стартове и бягания по часовник (обикновено на малко по-късо разстояние), индивидуални и отборни състезания.